# Pseudemoia rawlinsoni
Pseudemoia rawlinsoni är en ödleart som beskrevs av  Hutchinson och DONNELLAN 1988. Pseudemoia rawlinsoni ingår i släktet Pseudemoia och familjen skinkar. Inga underarter finns listade i Catalogue of Life.